# Ouvrage de Métrich
L'ouvrage de Métrich est un ouvrage fortifié de la ligne Maginot, situé sur la commune de Kœnigsmacker et le petit village de Metrich, dans le département de la Moselle.
C'est le troisième plus gros ouvrage de la ligne fortifiée (après le Hackenberg et le Hochwald) et le plus gros ouvrage d'artillerie. Il comporte douze blocs. Construit entre 1930 et 1935, il a été épargné par les combats de juin 1940, avant d'être réutilisé par les Allemands jusqu'en 1944.

## Position sur la ligne
Faisant partie du sous-secteur d'Elzange dans le secteur fortifié de Thionville, dans la région fortifiée de Metz, l'ouvrage de Métrich, portant l'indicatif A 17, est intégré à la « ligne principale de résistance » entre les casemates d'intervalle de Métrich Sud (C 51) au nord-ouest et du Bois-de-Kœnigsmacker (C 52) au sud-est, à portée de tir des canons des gros ouvrages du Galgenberg (A 15) au nord-ouest et du Hackenberg (A 19) au sud-est.

## Description
L'ouvrage est composé en surface de dix blocs de combat, dont six d'artillerie, deux d'infanterie et deux d'observation, de deux blocs d'entrée de plain-pied, avec en souterrain une caserne, une cuisine, des latrines, un poste de secours, des PC, des stocks d'eau, de gazole et de nourriture, des installations de ventilation et de filtrage de l'air, des magasins à munitions (un M 1 et plusieurs M 2) et une usine électrique, le tout relié par des galeries profondément enterrées. Ces galeries sont construites au minimum à 30 mètres de profondeur pour les protéger des bombardements. L'énergie est fournie par quatre groupes électrogènes, composés chacun d'un moteur Diesel SGCM GVU 33 (fournissant 225 chevaux à 500 tr/min) couplé à un alternateur, complétés par un petit groupe auxiliaire (un moteur CLM 1 PJ 65, de 8 ch à 1 000 tr/min) servant à l'éclairage d'urgence de l'usine et au démarrage pneumatique des gros diesels. Le refroidissement des moteurs se fait par circulation d'eau.
- Bloc 1 : casemate d'artillerie flanquant vers le nord-ouest avec trois créneaux pour canon de 75 mm modèle 1932, cinq goulottes lance-grenades pour la défense du fossé et deux cloches GFM type A (« guetteur fusil-mitrailleur », avec un FM 24/29 et un mortier de 50), dont une sert d'observatoire avec un périscope (indicatif O 24).
- Bloc 3 : casemate d'infanterie flanquant vers le nord-ouest avec une tourelle de mitrailleuses, un créneau mixte pour JM/AC 37 (jumelage de mitrailleuses et canon antichar de 37 mm), un autre créneau pour JM et deux cloches GFM.
- Bloc 4 : bloc d'infanterie avec une tourelle de mitrailleuses.
- Bloc 5 : bloc d'artillerie avec une tourelle de 81 mm et deux cloches GFM.
- Bloc 7 : bloc observatoire avec une cloche VDP (vue directe et périscopique, indicatif O 22) et une cloche GFM.
- Bloc 8 : bloc mixte avec une tourelle de 75 mm modèle 1933, un créneau mixte pour JM/AC 37, un autre créneau pour JM et deux cloches GFM.
- Bloc 10 : bloc d'artillerie avec une tourelle de 75 mm modèle 1933 et une cloche LG (lance-grenades).
- Bloc 11 : bloc d'artillerie avec une tourelle de 135 mm, une cloche LG et une cloche GFM (servant d'observatoire, indicatif O 21).
- Bloc 14 : bloc observatoire avec trois cloches GFM.
- Bloc 15 : casemate d'artillerie flanquant vers le sud-est avec deux créneaux pour mortier de 81 mm et deux cloches GFM (dont une servant d'observatoire, indicatif O 23).
- Entrée des munitions : de plain-pied, armée avec un créneau mixte pour JM/AC 37, un autre créneau pour JM et deux cloches GFM.
- Entrée des hommes : en plan incliné légèrement descendant, armée avec un créneau mixte pour JM/AC 37, un autre créneau JM et deux cloches GFM[4].

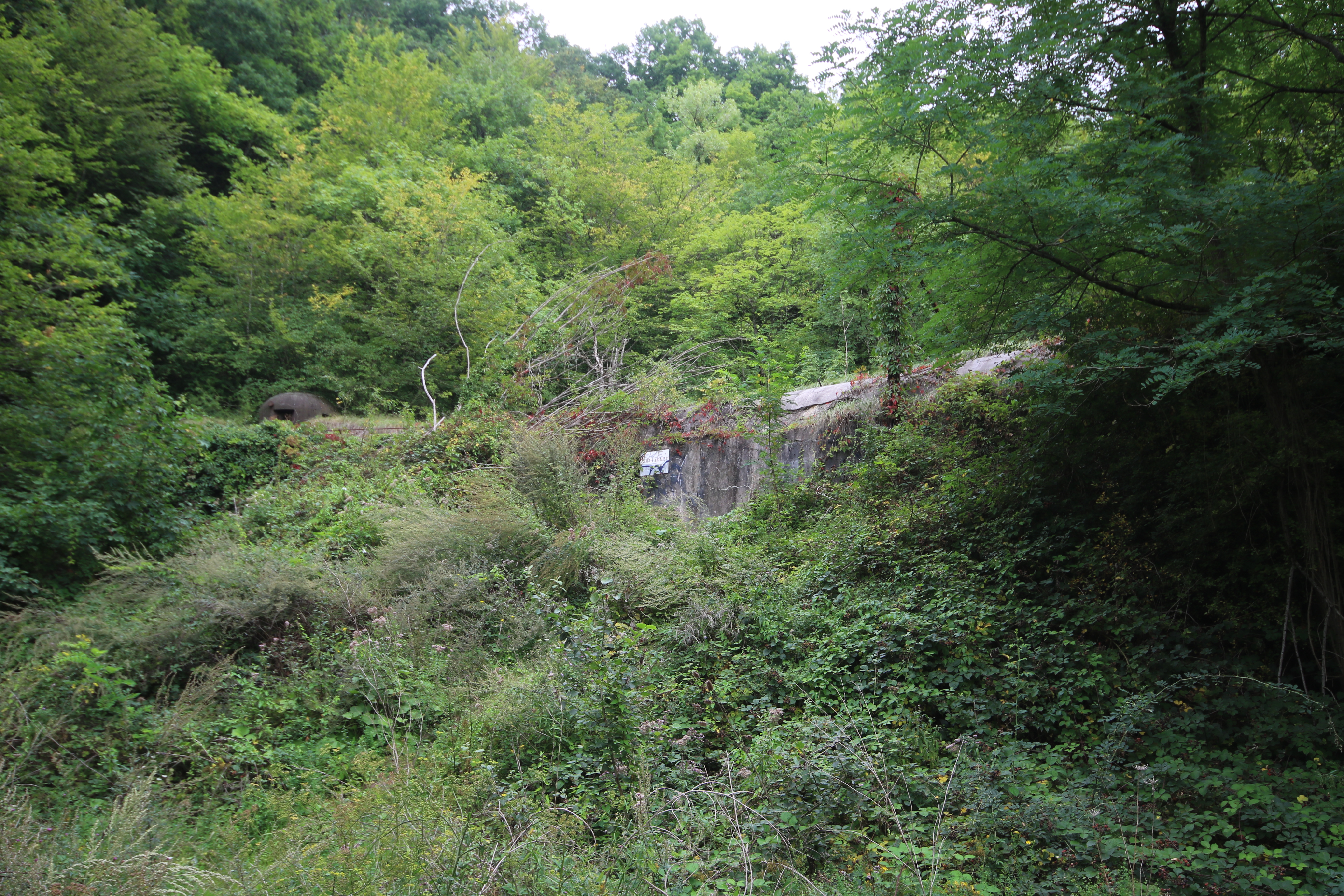
Vue extérieure de l'entrée des munitions, envahie par la végétation.
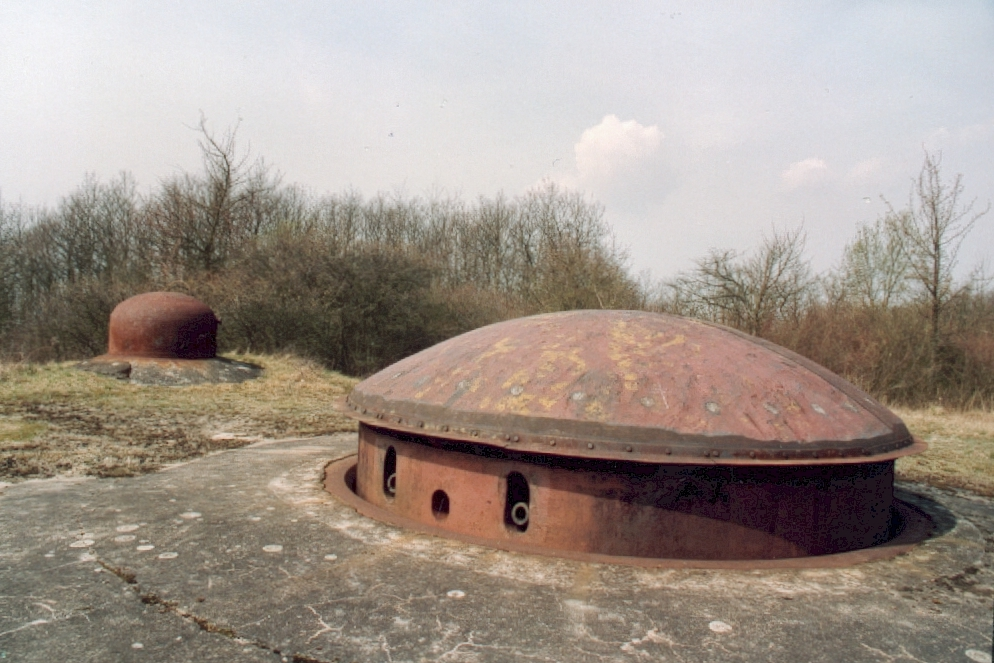
La tourelle de 75 mm et une des cloches GFM du bloc 8.

## Équipage
La garnison théorique de l'ouvrage était de 769 hommes de troupe et de 26 officiers, fournis principalement par le 167e RIF et le 151e RAP.
En juin 1940, les commandants sont les suivants :
- commandant de l'ouvrage : chefs de bataillon Toussaint puis Lauga ;
- commandant de l'artillerie : commandant Rouquet (22e batterie) ;
- commandant de l'infanterie : capitaine de Cordoue ;
- commandant le génie : lieutenant Haffner ;
- bloc 1 : lieutenant Mury ;
- bloc 4 : sous-lieutenant Thil ;
- bloc 5 : sous-lieutenant Girard ;
- bloc 8 : lieutenant Laurent ;
- bloc 10 : lieutenant Martel ;
- bloc 11 : lieutenant Bourgery ;
- bloc 15 : lieutenant Lejeune[4].

## Historique
La mission principale de l'ouvrage était d'interdire la vallée de la Moselle. En 1940, les Allemands ayant percé dans les Ardennes et dans la Sarre, ordre est donné aux troupes d'intervalle de battre en retraite vers le sud à partir des 15 et 16 juin : les ouvrages du secteur se retrouvent encerclés dès le 17.
Le Métrich n'est la cible d'aucune action allemande. La tourelle de 75/33 du bloc 8 sera utilisée pour détruire un pont de la Moselle.
Après la signature de l'armistice du 22 juin 1940, l'application du cessez-le-feu commence à 0 h 35 le 25 juin ; le commandant de l'ouvrage reçoit l'ordre d'évacuer le 2 juillet avec remise des installations intactes aux troupes allemandes, l'équipage étant emmené en captivité.
Entre 1943 et 1944, à cause des bombardements anglo-saxons sur l'Allemagne, les arrières de l'ouvrage (le M 1, l'usine et la caserne) sont transformés en bureaux et en usine souterraine. Des essais avec des charges creuses sont pratiqués sur les blocs.
En 1944, l'ouvrage est utilisé du 10 au 12 novembre par la 19. Volksgrenadier-Division allemande pour retarder la 90th Infantry Division américaine.

## Situation actuelle
Le fort est aujourd'hui en terrain militaire. L'ouvrage est dans un état de délabrement avancé, notamment en raison de la poussée de terrain car l'ouvrage a été construit sur un banc d'anhydrite, un mineral qui gonfle au contact de l'eau. L'intérieur de l'ouvrage étant très humide, cela provoque la destruction des planchers et murs des galeries. Le magasin de munitions M 1 de l'ouvrage a été utilisé en 1986-1987 comme champignonnière souterraine.
Les deux entrées ainsi que les façades des blocs possédant des créneaux ont été recouvertes de remblais à plusieurs reprises par l'armée.